# Eikelberg

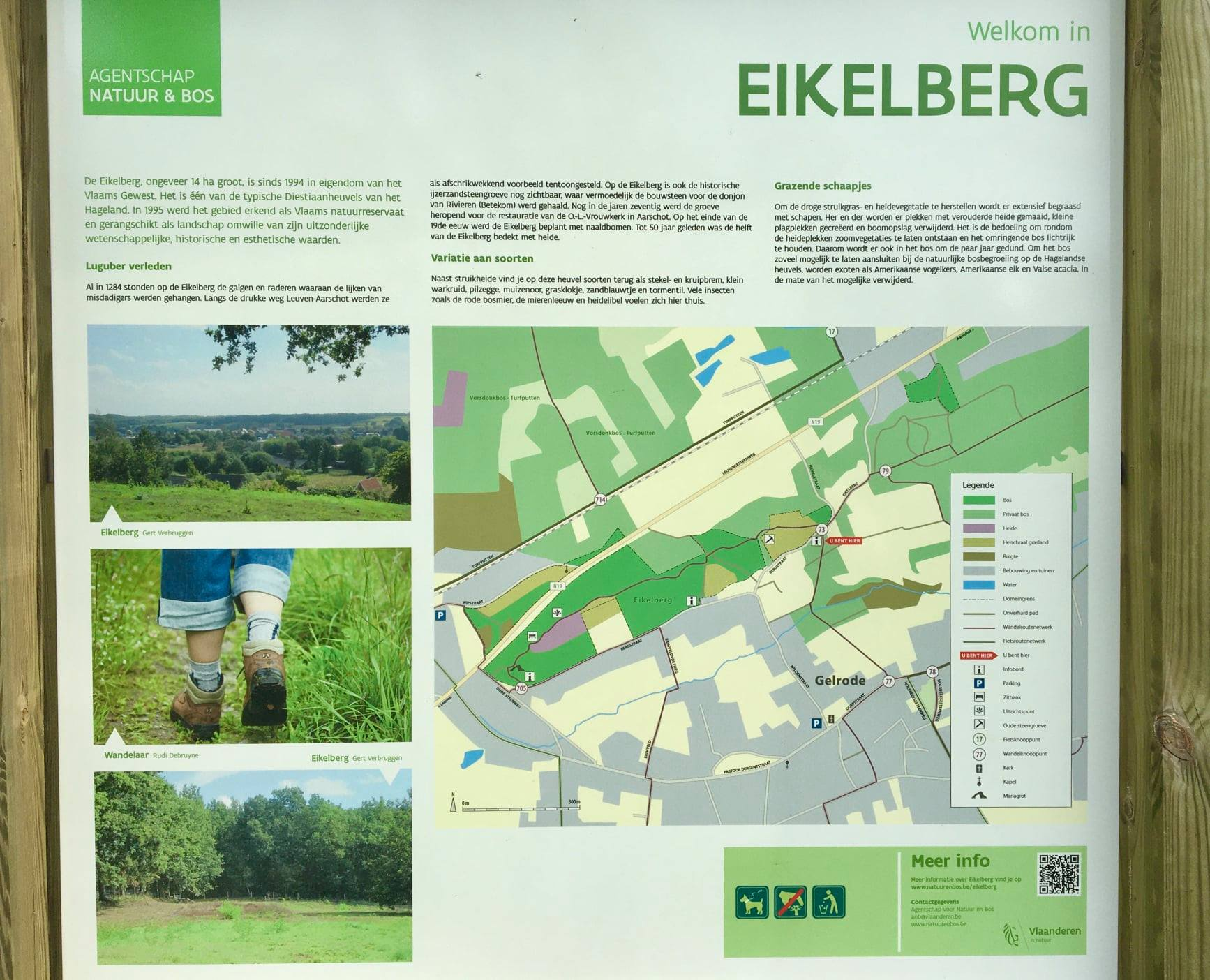

Eikelberg is een natuurgebied in Gelrode, een deelgemeente van de Belgische gemeente Aarschot. Het gebied is bijna 16 hectare groot en is in beheer bij het Agentschap voor Natuur en Bos van de Vlaamse overheid. De Eikelberg is een van de Diestiaanheuvels gelegen op de rand van de Demervallei in het Hageland. De Eikelberg is Europees beschermd als onderdeel van Natura 2000-gebied 'Demervallei'.

## Beschrijving
Het gebied werd door de Vlaamse overheid aangekocht om een natuurgebied uit te bouwen waarbinnen onder andere een aantal heiderelicten te herstellen en de oude zandsteengroeve in het natuurgebied te integreren. De heiderestanten zijn voornamelijk terug te vinden op de zonnige en warme zuidhellingen van de heuvel.

## Fauna
Op de Eikelberg komt onder andere de levendbarende hagedis en de mierenleeuw voor, ondanks de vele veranderingen die het gebied in de loop der tijd ondergaan heeft.

## Flora
In het gebied komen verschillende biotopen voor met onder andere heidegebieden. Een kenmerkende plant hiervan is de kruipbrem.

## Mariagrot

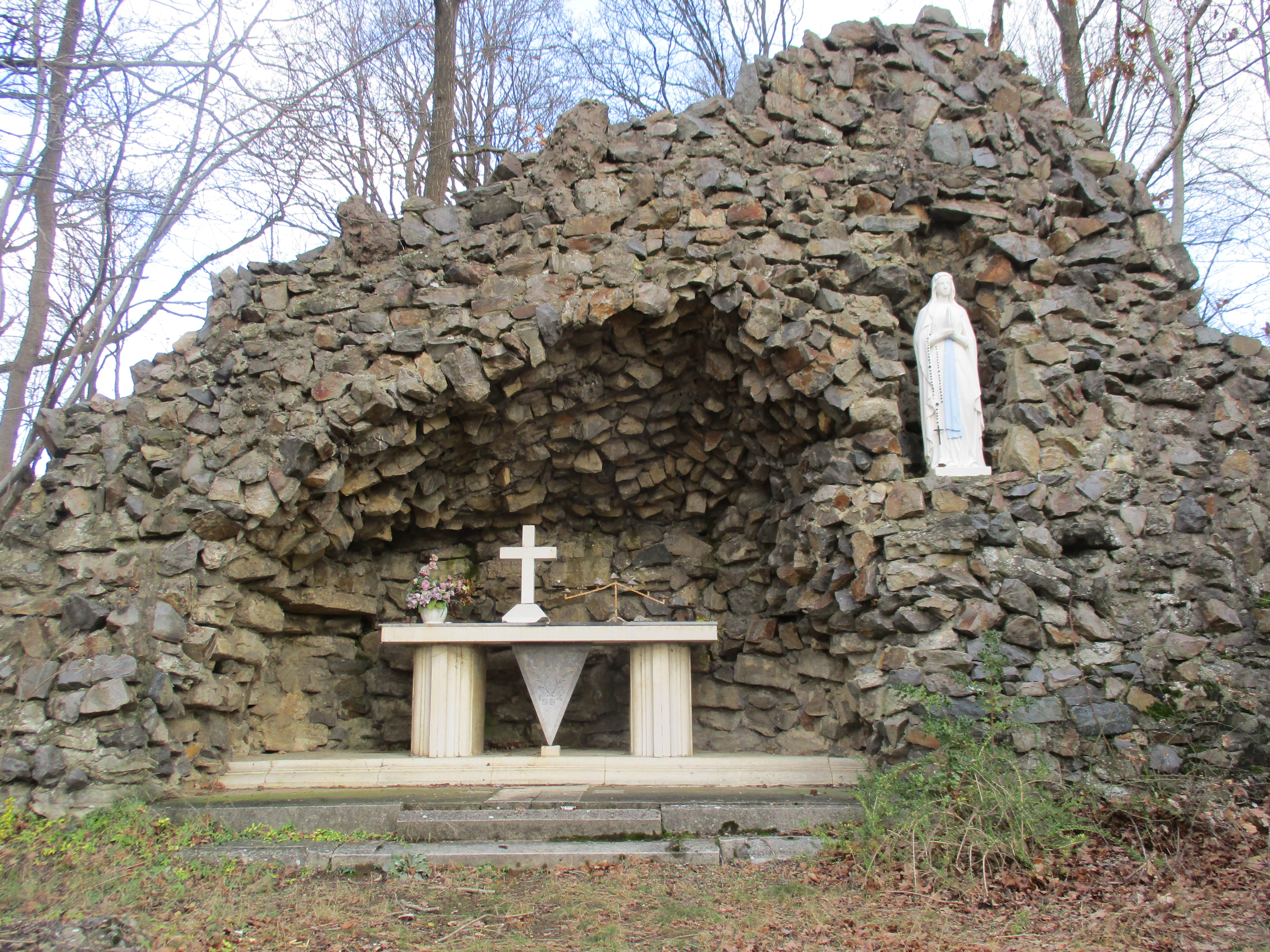
Mariagrot Eikelberg Gelrode

Op de zuidhelling van de Eikelberg is een grot ter ere van van Maria opgebouwd uit Waalse natuursteenblokken. Het betreft een Lourdes grot die op vraag van de toenmalige pastoor Bax werd gebouwd op enkele maanden tijd in 1954.